# (25156) Shkolnik
(25156) Shkolnik est un astéroïde de la ceinture principale.

## Description
(25156) Shkolnik est un astéroïde de la ceinture principale. Il fut découvert le 16 septembre 1998 à la station Anderson Mesa par le programme LONEOS. Il présente une orbite caractérisée par un demi-grand axe de 2,64 UA, une excentricité de 0,03 et une inclinaison de 1,2° par rapport à l'écliptique.

## Compléments